# Athur (Thoothukudi)
Athur è una suddivisione dell'India, classificata come town panchayat, di 9.456 abitanti, situata nel distretto di Thoothukudi, nello stato federato del Tamil Nadu. In base al numero di abitanti la città rientra nella classe V (da 5.000 a 9.999 persone).

## Geografia fisica
La città è situata a 08° 36' 38 N e 78° 04' 38 E.

## Società

### Evoluzione demografica
Al censimento del 2001 la popolazione di Athur assommava a 9.456 persone, delle quali 4.698 maschi e 4.758 femmine. I bambini di età inferiore o uguale ai sei anni assommavano a 1.039, dei quali 535 maschi e 504 femmine. Infine, coloro che erano in grado di saper almeno leggere e scrivere erano 7.335, dei quali 3.852 maschi e 3.483 femmine.